# Municipio de Harrison (condado de Champaign)
El municipio de Harrison (en inglés: Harrison Township) es un municipio ubicado en el condado de Champaign en el estado estadounidense de Ohio. En el año 2010 tenía una población de 932 habitantes y una densidad poblacional de 14,74 personas por km².

## Geografía
El municipio de Harrison se encuentra ubicado en las coordenadas 40°14′25″N 83°50′2″O / 40.24028, -83.83389. Según la Oficina del Censo de los Estados Unidos, el municipio tiene una superficie total de 63.24 km², de la cual 63,11 km² corresponden a tierra firme y (0,2 %) 0,13 km² es agua.

## Demografía
Según el censo de 2010, había 932 personas residiendo en el municipio de Harrison. La densidad de población era de 14,74 hab./km². De los 932 habitantes, el municipio de Harrison estaba compuesto por el 97,85 % blancos, el 0,64 % eran afroamericanos, el 0,11 % eran amerindios, el 0,11 % eran asiáticos, el 0,11 % eran isleños del Pacífico y el 1,18 % eran de una mezcla de razas. Del total de la población el 0,21 % eran hispanos o latinos de cualquier raza.